# Carrer del Pont (Sant Boi de Llobregat)
El Carrer del Pont és una obra del municipi de Sant Boi de Llobregat (Baix Llobregat) inclosa en l'Inventari del Patrimoni Arquitectònic de Catalunya.

## Descripció
Aquest és potser un dels conjunts més importants de Sant Boi. Està constituït per Cal Barraquer, amb les seves tres portes, la principal de les quals conserva unes dovelles en molt bon estat, les finestres d'estil gòtic tardà i un esplèndid ràfec de fusta; Cal Fises, fent cantonada a la Plaça de la Constitució amb llindes originals i una d'elles datada el 1633; Cal Drapaire, abandonada i una mica més avall, Cal Diví.
Tot el conjunt es pot datar entre els segles XIV i XVII. Les construccions són bàsicament de pedra, encara que algunes modificacions al llarg del temps són de maó, amb obertures de pedra ben escairada i algunes amb finestres treballades. Les teulades són amb teula àrab, tal com s'estila al Baix.

## Història
Aquest carrer forma part del nucli més antic de la vila. El seu nom prové del fet que al capdavall hi havia el pont per travessar el Llobregat. Des de la Plaça de la Constitució, trobem, en primer lloc i a mà dreta Can Fises, casal del 1633 (segons data de la façana), a continuació Can Barraquer, construïda a les darreries del segle xiv i principis del XV per la família Arloví, i on va viure i morir l'heroi de la Guerra de 1714, Rafael Casanova, una mica més avall hi ha el que era Cal Drapaire, masia del segle xviii sobre una base anterior i que actualment està deshabitada. Més a prop de l'antic emplaçament del Pont es troba Cal Diví.